# Municipio de Wakefield (Nebraska)
El municipio de Wakefield (en inglés: Wakefield Township) es un municipio ubicado en el condado de Dixon en el estado estadounidense de Nebraska. En el año 2010 tenía una población de 1430 habitantes y una densidad poblacional de 15,37 personas por km².

## Geografía
El municipio de Wakefield se encuentra ubicado en las coordenadas 42°18′52″N 96°51′1″O / 42.31444, -96.85028. Según la Oficina del Censo de los Estados Unidos, el municipio tiene una superficie total de 93.02 km², de la cual 92.47 km² corresponden a tierra firme y (0.59%) 0.55 km² es agua.

## Demografía
Según el censo de 2010, había 1430 personas residiendo en el municipio de Wakefield. La densidad de población era de 15,37 hab./km². De los 1430 habitantes, el municipio de Wakefield estaba compuesto por el 76.43% blancos, el 0.35% eran afroamericanos, el 0.49% eran amerindios, el 0.49% eran asiáticos, el 0.14% eran isleños del Pacífico, el 20.91% eran de otras razas y el 1.19% pertenecían a dos o más razas. Del total de la población el 33.64% eran hispanos o latinos de cualquier raza.